# Бартош-Седенко Ніна Михайлівна
Ні́на Миха́йлівна Ба́ртош-Седе́нко (справжнє прізвище — Бартош; нар. 2 (14) січня 1895, Одеса — пом. 10 серпня 1959, Одеса) — українська радянська співачка (драматичне сопрано) і педагогиня.

## Життєпис
1918 — закінчила Одеську консерваторію (клас вокалу Юлії Рейдер).
1920 — дебютувала партією Наташі в опері «Русалка» Даргомижського.
1918—1920, 1931—1932, 1944—1946 — солістка Одеського театру опери та балету.
1923—1924 — солістка Полтавського оперного театру.
1924—1929 — солістка Тифліської опери.
1929—1930 — солістка Саратовського театру опери та балету.
1932 — солістка Мінського оперного театру.
1933 — солістка Горьковського театру опери та балету ім. О. С. Пушкіна.
1934—1935 — солістка Сімферопольської філармонії.
1935—1936 — солістка Воронезької філармонії.
1937—1939 — солістка Архангельської філармонії. В Архангельську викладала на вечірніх вокальних курсах обласного відділу народної творчості, які були передані у жовтні 1939 року місцевому музичному училищу.
1940—1959 — викладач Одеської консерваторії (від 1946 — доцент кафедри вокалу). Серед її учнів: народна артистка Української РСР Таїсія Пономаренко, співачка і педагог Галина Грищенко, А. Іванова та ін.
Виступала з диригентами Й. Прибіком, О. М. Меліком-Пашаєвим, І. П. Паліашвілі.

## Партії
- Ярославна («Князь Ігор» О. Бородіна)
- Тамара («Демон» А. Рубінштейна)
- Марія, Кума, Оксана, Ліза («Мазепа», «Чародійка», «Черевички», «Винова краля» П. Чайковського)
- Купава («Снігуронька» М. Римського-Корсакова)
- Леонора, Амелія, Аїда («Трубадур», «Бал-маскарад», «Аїда» Дж. Верді)
- Норма («Норма» В. Белліні)
- Тоска («Тоска» Дж. Пуччіні)
- Валентина («Гуґеноти» Дж. Мейєрбера)
- Ізольда, Брунґільда («Тристан і Ізольда», «Валькірія» Р. Ваґнера)
- Джоконда («Джоконда» А. Понкієллі)
- Джульєтта («Казки Гоффманна» Ж. Оффенбаха)
- Сантуцца («Сільська честь» П. Масканьї)

## Рукописи
- «Постановка дыхания и голоса»(рос.)
- «Дыхание и резонаторы как главные факторы звукообразования»(рос.)